# Matthias Schloo
Matthias Schloo (Amburgo, 6 aprile 1977) è un attore tedesco.
Ha esordito nella serie televisiva tedesca Hallo, Onkel Doc! nel 1994. Da allora ha lavorato in oltre venti produzioni televisive, tra cui Jede Menge Leben, Tanja, First Love, il film per la televisione Der Schrei der Liebe di Matti Geschonneck e tre adattamenti televisivi dei romanzi di Rosamunde Pilcher, tra cui "Rosamunde Pilcher: L'uomo dei miei sogni".
In Italia è diventato famoso grazie a Lolle, telefilm trasmesso da MTV e da Fox, dove interpretava il ruolo di Alex, il fidanzato della protagonista nella seconda e terza serie.

## Serie Tv
| Anno              | Titolo                                   | Titolo Originale                          | Ruolo                    | N° episodi |
| ----------------- | ---------------------------------------- | ----------------------------------------- | ------------------------ | ---------- |
| dal 2009-in corso | Hamburg Distretto 21                     | Notruf Hafenkante                         | Mattes Seller            | 482        |
| 2007              | Rosamunde Pilcher: L'uomo dei miei sogni | Rosamunde Pilcher: Der Mann meiner Träume | Albert Woolbridge        |            |
| 2007              | -                                        | Zodiak - Der Horoskop-Mörder              | Robert Fischer-Hellwarth | 04         |
| 2006              | -                                        | Rosamunde Pilcher:Sommer des Erwachens    | Edward Green             |            |
| 2003-2004         | Lolle                                    | Berlin, Berlin                            | Alex Weingart            | 25         |
| 2003              | Il principe e la fanciulla               | Der Fürst und das Mädchen                 | Rolf Paulus              | 3          |
| 2001              | -                                        | Bronski & Bernstein                       | Wolfgang Bronski         | 11         |
| 2001              | -                                        | Rosamunde Pilcher: Wind über dem Fluss    | Patrick Fenton           |            |
| 1997-2000         | -                                        | Tanja                                     | Felix                    | 28         |